# Sergei Lwowitsch Sedow
Sergei Lwowitsch Sedow (russisch Сергей Львович Седов; * 21. März 1908 in Wien; † 29. Oktober 1937 in Workuta) war der jüngste Sohn von Leo Trotzki und Natalja Sedowa.

## Leben und Wirken
Als seine Eltern 1928 aus der UdSSR ausgewiesen wurden, blieb er in der Sowjetunion. Mit seinem Vater und seiner Mutter hielt er regelmäßigen Briefkontakt, der am 12. Dezember 1934 mit einem letzten Brief seinerseits endete. Sedow hatte sich geweigert, gegen seine Eltern auszusagen. Am 27. Januar 1937 meldete die Prawda, Sergei Sedow habe versucht, Arbeiter zu vergiften. Sedow wurde zum Tode verurteilt und deportiert. Schließlich wurde er 1937 im Lager Workuta ermordet, ohne je wieder Kontakt zu seinen Eltern gehabt zu haben.
Sergei Sedow war nach einem Hochschulstudium in Mathematik und Mechanik als Lehrer an einer Technischen Hochschule tätig gewesen. Er war als Ingenieur für Gasgeneratorbau beschäftigt. Er folgte seinem Vater nicht in die Politik.
1988 wurde er in der UdSSR offiziell rehabilitiert.

## Ehen und Nachkommen
1. ⚭ Olga Eduardowna Grebner (1906–1992)
2. ⚭ Genrietta Michailowna Rubinstein (1911–1987)
- Tochter: Julia Sergejewna Rubinstein (* 21. August 1936)